# Akademiet for de Tekniske Videnskaber
Die Akademiet for de Tekniske Videnskaber (ATV; deutsch „Akademie der Technischen Wissenschaften“) ist eine Gelehrtengesellschaft, deren Ziel es ist, technisch-wissenschaftliche Forschung und die Anwendung von Forschungsergebnissen zum Nutzen zu fördern der dänischen Gesellschaft.

## Geschichte
ATV wurde am 28. Mai 1937 von einer Gruppe von Forschern und Geschäftsleuten gegründet.
1946 gründete ATV in Zusammenarbeit mit dem Staat Dänemarks ersten Forschungsrat, den Technisch-Wissenschaftlichen Forschungsrat, der Anfang der 1970er Jahre in das Forschungsratsystem eingebettet wurde und heute noch Teil des Freien Forschungsrats ist.
In den 1970er Jahren verlagerte ATV seinen Schwerpunkt auf Umweltbewusstsein und kritische Technologiebewertung. In den 1980er und 1990er Jahren veränderte sich die Rolle von ATV erneut. Die Akademie wollte die Forschungs-, Bildungs- und Technologiepolitik neu beleben. ATV setzte sich auch stark dafür ein, dass das Universitätsordnungsgesetz aus den frühen 70er Jahren geändert wurde. ATV wollte die Qualität der Forschung und Lehre steigern und verfolgte dabei unter anderem die Einführung von Managementmodellen aus der Wirtschaft an den Hochschulen.
Um das Jahr 2000 herum musste die Akademie eine neue Rolle für sich definieren. Die politischen Ziele waren weitgehend umgesetzt, die Ausbildung zum Industrieforscher wurde vom Staat übernommen und die Institute vom ATV selbst getrennt.
Ab 2012 hat ATV einen Kurswechsel vollzogen, bei dem ein besonderer Schwerpunkt auf Aktivitäten gelegt wird, die einen unmittelbaren Mehrwert für Mitglieder, Unternehmen, Forschungseinrichtungen und die Gesellschaft insgesamt schaffen.

## Zweck
ATV daran arbeitet, Innovation durch den Einsatz von Technologie, Forschung und Bildung zu fördern. Die Arbeit von ATV umfasst eine Reihe allgemeiner gesellschaftlicher Themen, auf die die Mitglieder hinweisen. Derzeit ist es:
- Wissensbasierte und technologische Produktion
- Naturwissenschaften und Technik in den Programmen
- Digitalisierung und Big Data
- Nachhaltige Technologie, natürliche Ressourcen, Energie und Infrastruktur
- Gesundheit, Prävention und Gesundheitstechnologie

## Arbeitsform
ATV ist selbstergänzend und die Mitglieder werden aufgrund ihrer persönlichen Fähigkeiten und ihres ausgeprägten Fachwissens in die Akademie gewählt. ATV hat etwa 816 Mitglieder, viele davon sind Spitzenforscher und Forschungsleiter an Universitäten und Unternehmen. Die Mitglieder arbeiten ehrenamtlich und unentgeltlich, unterstützt durch ein Sekretariat mit 11 Mitarbeitern. ATV führt selbst keine eigentliche Forschung durch, sondern arbeitet daran, den Rahmen für andere zu schaffen.

## Organisation
Die Gesamtleitung der Akademie obliegt einem Präsidium, das von den Akademiemitgliedern gewählt wird. Präsident der ATV ist Anders Overgaard Bjarklev, Rektor der DTU und Vorsitzender der dänischen Universitäten. Die laufenden Geschäfte werden vom Sekretariat abgewickelt, das seinen Sitz im Frederikholms Kanal hat und von Akademiedirektorin Lia Leffland geleitet wird.
Die Mitglieder sind in den fünf Themengruppen aktiv:
- Die Themengruppe Digitalisierung
- Die Themengruppe Zukunftsproduktion
- Die Themengruppe Science & Engineering in den Programmen
- Themengruppe Gesundheitstechnologie
- Die Themengruppe Technologie für Nachhaltigkeit

## Präsidenten
- P.O. Pedersen 1937–1941
- Anker Engelund 1941–1947
- H.P. Christensen 1947–1953
- Robert Henriksen 1953–1956
- K.U. Linderstrøm-Lang 1956–1959
- J L. Mansa 1959–1962
- N.E. Holmblad 1962–1968
- Povl Hermann 1968–1971
- Niels I. Meyer 1971–1977
- Niels Gram 1977–1983
- Poul Vermehren 1983–1989
- Erik B. Rasmussen 1989–1995
- Jens Rostrup-Nielsen 1995–1999
- Kim A. Hueg 1999–2001
- Mogens Bundgaard-Nielsen 2001–2003
- Mads Krogsgaard Thomsen 2003–2005
- Torben Greve 2005–2008
- Klaus Bock 2008–2011
- Martin Bendsøe 2011–2014
- Carsten Orth Gaarn-Larsen 2014–2017
- Jukka Pertola 2017–2020
- Anders Overgaard Bjarklev 2020–2022
- Carsten Toft Boesen 2023–jetzt